# الکس فرنس
الکس فرنس (انگلیسی: Alex Ferns؛ زادهٔ ۱۳ اکتبر ۱۹۶۸) بازیگر اهل بریتانیا است. وی از سال ۱۹۹۳ میلادی تاکنون مشغول فعالیت بوده است.
از فیلم‌ها یا برنامه‌های تلویزیونی که وی در آن نقش داشته است، می‌توان به ناقوس جنگ، کریسمس مبارک، چرنوبیل، رومی‌ها و ایست‌اندرز اشاره کرد.